# Páginas Amarillas Open 1996
Páginas Amarillas Open 1996 — жіночий тенісний турнір, що проходив на відкритих кортах з ґрунтовим покриттям у Мадриді (Іспанія). Належав до турнірів 2-ї категорії в рамках Туру WTA 1996. Турнір відбувся вперше і тривав з 21 до 25 травня 1996 року. Яна Новотна здобула титул в одиночному розряді.

## Фінали

### Одиночний розряд
Яна Новотна —  Магдалена Малеєва 4–6, 6–4, 6–3
- Для Новотної це був 4-й титул за сезон і 70-й — за кар'єру.

### Парний розряд
Яна Новотна /  Аранча Санчес Вікаріо —  Сабін Аппельманс /  Міріам Ореманс 7–6, 6–2
- Для Новотної це був 5-й титул за сезон і 71-й — за кар'єру. Для Санчес Вікаріо це був 9-й титул за сезон і 71-й — за кар'єру.